# Gli italiani hanno sempre ragione
Gli italiani hanno sempre ragione è stato un programma televisivo italiano andato in onda in prima serata su Rai 1, dal 3 al 24 luglio 2015 per quattro puntate, con la conduzione di Fabrizio Frizzi. È stato l'ultimo programma di prima serata condotto da Frizzi (a parte alcuni speciali in prima serata de L'eredità).
È basato sul format inglese Don't Ask Me, Ask Britain, creato da Chalkboard Ltd e trasmesso su ITV successivamente rispetto alla versione italiana.

## Il programma
Trasmesso in diretta dal Teatro delle Vittorie in Roma, il programma si basa su una serie di domande che richiedevano di esprimere un'opinione per individuare il gusto degli italiani su argomenti di vario genere.
A ciascuna puntata del programma partecipano tre coppie di Vip e sei gruppi d'ascolto collegati da varie parti d'Italia nei rispettivi salotti.
Il compito delle tre coppie di personaggi famosi ospiti in studio e delle famiglie in collegamento e quello di indovinare cosa pensano gli italiani su una determinata domanda con quattro opzioni di risposta, che potevano rispondere ad ogni quesito nel giro di 60 secondi mediante app per smartphone/tablet iOS o Android, o direttamente dal sito Web.
Al termine dei 60 secondi a disposizione, raccolte tutte le percentuali delle risposte, le coppie Vip e i gruppi d'ascolto pronosticano quale è l'opzione più votata dagli italiani e quindi la risposta esatta. Ad ogni domanda, ogni coppia e gruppo si aggiudicano un punteggio pari alla percentuale di votanti che aveva indicato la risposta da loro scelta (Es.: 73% di votanti = 73 punti) e al termine di tutte le domande la coppia Vip che ha vinto la puntata conquista il diritto di scegliere una tra due delle sei famiglie di italiani che aveva totalizzato più punti da mandare in vacanza in un luogo da sogno, che deve rispondere ad una domanda finale con tre opzioni di risposta dove ad ogni opzione corrisponde una determinata meta. 
La sigla del programma è Lonely Boy dei The Black Keys.

## Edizioni
| Edizione | Conduttore      | Inizio        | Fine           | Puntate | Sede                  |
| -------- | --------------- | ------------- | -------------- | ------- | --------------------- |
| 1ª       | Fabrizio Frizzi | 3 luglio 2015 | 24 luglio 2015 | 4       | Teatro delle Vittorie |

### Puntate e ascolti
| Puntata | Messa in onda  | Coppie VIP                                                                                              | Ospiti                      | Ospiti fissi     | Telespettatori | Share  |
| ------- | -------------- | --- | --------------------------- | ---------------- | -------------- | ------ |
| 1       | 3 luglio 2015  | Loretta e Daniela Goggi, Gigi D'Alessio e Anna Tatangelo, Alberto Matano ed Emma D'Aquino               | -                           | Marta e Gianluca | 2 752 000      | 15,45% |
| 2       | 10 luglio 2015 | Rita dalla Chiesa e Giulia Cirese, Tosca D'Aquino e Max Tortora, Massimiliano Rosolino e Natalia Titova | Gloria Guida                | Marta e Gianluca | 2 457 000      | 14,56% |
| 3       | 17 luglio 2015 | Massimo Lopez e Tullio Solenghi, Valeria Marini e Giovanni Ciacci, Serena Rossi e Roberta Giarrusso     | Dear Jack, Edoardo Vianello | Marta e Gianluca | 2 138 000      | 14,18% |
| 4       | 24 luglio 2015 | Giancarlo Magalli e Claudio Lippi, Simona Izzo e Ricky Tognazzi, Gigi e Ross                            | Mika, Raf                   | Marta e Gianluca | 2 320 000      | 15,30% |
| Media   | Media          | Media                                                                                                   | Media                       | Media            | 2 416 000      | 14,87% |